# Стартовий склад (футбол)

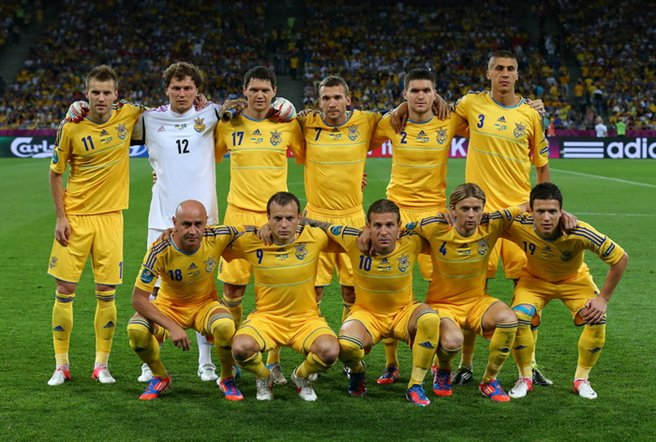
Стартовий склад збірної України на чемпіонаті Європи 2012 року

Стартовий склад у футболі (англ. First XI) — склад команди з одинадцяти футболістів, які починають футбольний матч з найперших хвилин. У стартовий склад потрапляють ті гравці з різними амплуа (обов'язкова наявність воротаря), розміщення яких, як правило, відповідає обраній на матч тактиці команди.
Стартовий склад не слід плутати із заявкою на матч, куди входять інші гравці, які можуть вийти на заміну. Як правило, розмір заявки на матч залежить від турніру, і туди можуть входити близько 20 осіб. У заявки на матчі чемпіонатів світу та Європи (як і на весь турнір) включаються завжди 23 людини (з них 3 воротарі).